# Tuina
Tuina (chinesisch 推拿, Pinyin tuīná – „Drücken und Greifen“, veraltend 推拏) ist eine selbständige chinesische Massageform und eine der fünf Hauptsäulen der traditionellen chinesischen Medizin (TCM) – zusammen mit der chinesischen Arzneimitteltherapie, der Akupunktur, der chinesischen Diätetik und den Bewegungstherapien Qigong und Taijiquan. Es existieren auch die Schreibweisen Tui-Na oder Tui Na. Der Begriff setzt sich aus den chinesischen Wörtern tui (推 ‚schieben, drücken‘) und na (拿 ‚greifen, ziehen‘) zusammen. Diese manuellen Techniken werden bei der Behandlung angewandt.
Die Tuina-Therapie schließt westliche Behandlungsformen wie Chiropraktik, verschiedene Massagetechniken und die manuelle Therapie ein.

## Theoretische Grundlagen
Tuina basiert auf den Lehren der TCM zu Gesundheit und Krankheit des Menschen. Durch die verschiedenen manuellen Techniken sollen „Qì“ und „Xuè“ (氣血 / 气血 – „Essenz und Blut“ 1) in den lokalen wie auch in den „Ganzkörperenergiebändern“ reguliert werden. Die „fließende Energie“ wird als Qi bezeichnet. Mit Tuina sollen Blockaden der Energiebahnen aufgelöst und der Energiefluss gefördert, aber auch Organe beeinflusst werden. Durch diese Stimulation und Regulation sollen Yin und Yang und der Funktionskreis der Fünf Elemente im Körper wiederhergestellt werden.
Die Wellness-Tuina soll der Vorbeugung, dem Abbau von Negativstress und der Regulation des Ganzkörper-Funktionssystems dienen, um Seele und Körper in Einklang zu bringen. Sie ist schon seit der Tang-Dynastie (618–907 n. Chr.) nachweisbar.
Anmerkung

## Technik
Unter dem heutigen Begriff Tuina werden Schiebe- und Reibe- sowie ziehende Techniken verstanden, die sowohl Akupressur als auch Variationen der Druckbehandlungen der „Energiepunkte“, also Akupunkturpunkten – xuéwèi, 穴位 – mit den Fingern, der Faust, dem Ellenbogen und dem Knie, manuelle „Energiebandregulationen“ wie Rollen, Schieben, Reiben, Fibulation, Klopfen, „greifendes Kneifen“ sowie Mobilisations- und Dehntechniken der Gelenke und Muskeln beinhalten. Dieses System schließt impulserzeugende, manipulative Behandlungen und selbständige Übungsformen, wie z. B. isometrische Übungen, ein. Insgesamt gibt es dafür 18 Grundgriffe und rund 300 Einzelgriffe.
Bei der chinesischen Fußmassage werden neben den Akupunkturstellen auch die reflektorischen Zonen bearbeitet. In der westlichen Welt ist dies unter dem Begriff Fußreflexzonenmassage bekannt geworden.
Die Therapeuten weisen darauf hin, dass diese Methode – insbesondere bei starken Beschwerden – durchaus schmerzhaft sein kann.
Vor und nach der Behandlung erfolgt eine Befragung des Behandelten. Damit sollen Aufschlüsse über die Gültigkeit des eingeschlagenen Behandlungsweges bzw. dessen Revisionsbedürftigkeit gewonnen werden. Bei vielen Beschwerden, insbesondere bei Verspannungen und Fehlhaltungen bzw. deren Folgebeschwerden, wird begleitend und zur Vorbeugung Taijiquan und Qigong empfohlen.

## Kinder-Tuina
Eine Unterform der Tuina bildet die so genannte „Kinder-Tuina“ – 小兒推拿 / 小儿推拿,  xiǎo’ér tuīná. Bedingt durch pathologische Besonderheiten bei Kindern sind in der Kinder-Tuina – zusätzlich zu Akupunkturpunkten – spezielle Körperregionen definiert, die zur Diagnose und zur Behandlung herangezogen werden. Für die Behandlung von Kindern gibt es eigene diagnostische Kriterien und Behandlungstechniken, die den physiologischen Besonderheiten bei Kindern Rechnung tragen. Des Weiteren unterscheiden sich z. T. auch die Techniken von den im Rahmen der Erwachsenen-Tuina eingesetzten Techniken.
Historisches: Bereits im „Inneren Klassiker des Gelben Kaiser“ – Huáng Dì Nèijīng, der im 1. Jh. v. Chr. entstand, sind Erkenntnisse zur Pädiatrie festgehalten. In der Sui-Dynastie (589 bis 618) wurden 255 pädiatrische Symptomatiken beschrieben. Zu Beginn der Tang-Dynastie (618 bis 906) hat man in der ärztlichen Ausbildung einen eigenen Fachbereich für Kinderheilkunde eingerichtet. Ein Spezialist für Kinderheilkunde war Qian Yi (1032–1113). In seinem Werk „Echte Offenbarungen für die symptombezogene Therapie in der Pädiatrie“ (Xiao’er yaozheng zhijue) stieß er die weitere Entwicklung der Kinderheilkunde in der TCM an. Die Kinder-Tuina, die von der Erwachsenentherapie abweicht, entwickelte sich im Laufe der Ming- und Qing-Zeit (1368 bis 1644) und wurde in der Qing-Zeit (1644 bis 1911) zu einem eigenständigen Therapiesystem ausgebaut.
Theoretische Grundlagen: Nach der Lehre der TCM bilden sich Knochen, Mark, Struktivpotenzial – jīng – 經 / 经 und qì – 氣 / 气 sowie die Funktionskreise bereits im Mutterleib aus. Sie sind allerdings bei der Geburt noch nicht vollständig entwickelt und entfaltet. Nach der Geburt bilden sie sich weiter aus. Qian Yis Ausführungen zufolge verläuft der Wachstumsprozess von Kindern in 10 Zyklen von je 32 Tagen. Alle 32 Tage hat der Körper wieder einen Entwicklungsschritt vollzogen. Qian Yi verknüpft das Knochenwachstum mit der Entwicklung der Funktionskreise. Diese Entwicklungsphasen können von Krisen begleitet sein, die behandlungsbedürftig sind. Als diagnostische Kriterien gelten: Betrachtung, Beurteilung durch Geruch und Gehör, Betastung und Befragung der Eltern. Da die Palpation der Pulse als diagnostische Methode bei Kindern unter vier Jahren nicht als aussagekräftig betrachtet wird, benutzt man eine Linie am Zeigefinger zur Diagnostik.
Techniken: Die Kinder-Tuina unterscheidet sich sowohl in der Lokalisation der Erfolgsorte als auch in den Grifftechniken von der Erwachsenen-Tuina. Die Grundtechniken der Tuina: Pressen, Schieben, Kneten, Reiben und greifendes Kneifen werden sanfter ausgeführt. Außerdem existieren über 200 spezielle Akupunkturpunkte – tèdìng xuéwèi – 特定穴位, die auch als „Regionen“ bezeichnet werden. Besonders die Behandlung der Hände mit den Fingerregionen, die bestimmten Funktionskreisen zugeordnet sind, und dem Handteller, der bagua genannt wird, ist eine Besonderheit der Kinder-Tuina.
Indikationen: Infekte (mit und ohne Fieber), Husten, Kopfschmerzen, Verdauungsstörungen, Enuresis, Unruhe, Aufmerksamkeitsstörungen, Hyperaktivität, Müdigkeit, Schlafstörungen und nächtliches Weinen, Allergien, Muskulärer Schiefhals bei Neugeborenen, Sichelfüße bei Neugeborenen
Kontraindikationen: schwere Krankheitsbilder und Notfälle, Tumoren, akute Verletzungen, Ulzerationen der Haut

## Indikationen und Kontraindikationen
Indikationen sind laut TCM unter anderem:
- Erkrankungen des Bewegungsapparates
- Arterielle Hypertonie
- Asthma
- Gastritis
- Verstopfung
- Gynäkologische Erkrankungen
- Schlafstörungen
- Migräne
- Hyperaktivität bei Kindern
- Augenerkrankungen
- HNO-Erkrankungen

Kontraindikationen sind:
- Akute Infektionen
- Akute Verletzungen
- Tumoren
- Chronische Ulzerationen der Haut
- Lymphangitis
- Floride TBC-Infektionen
- Sepsis